# NGC 652
NGC 652 este o galaxie spirală situată în constelația Peștii. A fost descoperită în 22 octombrie 1886 de către Lewis Swift.